# Otra vuelta de tuerka
Otra vuelta de tuerka fue un programa de televisión emitido por Público TV a través de Internet y presentado por Pablo Iglesias Turrión.

## Historia y descripción
Concebido a partir de La Tuerka, fue creado en el portal de Público TV, experimentando en ese sentido un cambio de plató y un aumento de los recursos respecto a las entrevistas primigenias de La Tuerka. Consistente en una entrevista cara a cara con diversas personalidades, el programa es emitido con una frecuencia semanal. Iglesias compaginó su rol como entrevistador con el de diputado en el Congreso desde 2016. No obstante, tras el anuncio del inminente nombramiento de Iglesias como vicepresidente del Gobierno en enero de 2020, Otra vuelta de tuerka comunicó la pronta salida del programa de Iglesias. Las entrevistas presentan una audiencia oscilante entre las 40000 y las 60000 reproducciones.

## Episodios

### Temporada 1 (2014-2015)
| N.º (serie) | N.º (temporada) | Entrevistado                | Fecha de emisión        |
| ----------- | --------------- | --------------------------- | ----------------------- |
| 01          | 01              | Jesús Cintora               | 6 de octubre de 2014    |
| 02          | 02              | Cristina Almeida            | 13 de octubre de 2014   |
| 03          | 03              | Jorge Verstrynge            | 20 de octubre de 2014   |
| 04          | 04              | Fernando Romay              | 27 de octubre de 2014   |
| 05          | 05              | Ismael Serrano              | 2 de noviembre de 2014  |
| 06          | 06              | Enric Juliana               | 9 de noviembre de 2014  |
| 07          | 07              | Javier Krahe                | 16 de noviembre de 2014 |
| 08          | 08              | Terele Pávez                | 23 de noviembre de 2014 |
| 09          | 09              | Icíar Bollaín               | 30 de noviembre de 2014 |
| 10          | 10              | Iñaki Gabilondo             | 7 de diciembre de 2014  |
| 11          | 11              | Nega                        | 14 de diciembre de 2014 |
| 12          | 12              | Juan Andrade                | 21 de diciembre de 2014 |
| 13          | 13              | Iñaki Anasagasti            | 11 de enero de 2015     |
| 14          | 14              | Thomas Piketty              | 18 de enero de 2015     |
| 15          | 15              | Javier Couso                | 25 de enero de 2015     |
| 16          | 16              | Juan Fernando López Aguilar | 1 de febrero de 2015    |
| 17          | 17              | Javier Nart                 | 8 de febrero de 2015    |
| 18          | 18              | Chantal Mouffe              | 15 de febrero de 2015   |
| 19          | 19              | Jean-Luc Mélenchon          | 22 de febrero de 2015   |
| 20          | 20              | Xavier Domènech Sampere     | 1 de marzo de 2015      |
| 21          | 21              | Boaventura de Sousa Santos  | 8 de marzo de 2015      |
| 22          | 22              | Manuela Carmena             | 14 de marzo de 2015     |
| 23          | 23              | Pablo Echenique             | 22 de marzo de 2015     |
| 24          | 24              | Ulrike Lunacek              | 29 de marzo de 2015     |
| 25          | 25              | José Manuel López           | 12 de abril de 2015     |
| 26          | 26              | Marisa Matias               | 19 de abril de 2015     |
| 27          | 27              | Julio Anguita               | 26 de abril de 2015     |
| 28          | 28              | Gregorio Morán              | 3 de mayo de 2015       |
| 29          | 29              | Juan Carlos Monedero        | 10 de mayo de 2015      |
| 30          | 30              | José Luis Cuerda            | 17 de mayo de 2015      |
| 31          | 31              | Álvaro García Linera        | 24 de mayo de 2015      |
| 32          | 32              | Toni Negri                  | 31 de mayo de 2015      |
| 33          | 33              | Tariq Ali                   | 7 de junio de 2015      |
| 34          | 34              | Manuel Castells             | 14 de junio de 2015     |
| 35          | 35              | Juan Diego Botto            | 21 de junio de 2015     |
| 36          | 36              | Baltasar Garzón             | 28 de junio de 2015     |
| 37          | 37              | René Ramírez                | 5 de julio de 2015      |

### Temporada 2 (2015-2016)
| N.º (serie) | N.º (temporada) | Entrevistado             | Fecha de emisión         |
| ----------- | --------------- | ------------------------ | ------------------------ |
| 38          | 01              | Lluís Rabell             | 18 de septiembre de 2015 |
| 39          | 02              | Antonio de la Torre      | 25 de septiembre de 2015 |
| 40          | 03              | Manolo Monereo           | 2 de octubre de 2015     |
| 41          | 04              | Joan Garcés              | 9 de octubre de 2015     |
| 42          | 05              | Santiago Alba Rico       | 16 de octubre de 2015    |
| 43          | 06              | Verónica Forqué          | 23 de octubre de 2015    |
| 44          | 07              | Vicenç Navarro           | 30 de octubre de 2015    |
| 45          | 08              | César Rendueles          | 6 de noviembre de 2015   |
| 46          | 09              | Rosa María Calaf         | 20 de noviembre de 2015  |
| 47          | 10              | Ian Gibson               | 27 de noviembre de 2015  |
| 48          | 11              | Patricio Guzmán          | 22 de febrero de 2016    |
| 49          | 12              | Ignacio Ramonet          | 29 de febrero de 2016    |
| 50          | 13              | José Manuel Martín Medem | 16 de marzo de 2016      |
| 51          | 14              | Paula Ortiz              | 23 de marzo de 2016      |
| 52          | 15              | Carlos Fernández Liria   | 6 de abril de 2016       |
| 53          | 16              | Iván Redondo             | 20 de abril de 2016      |
| 54          | 17              | Rosa María Artal         | 27 de abril de 2016      |
| 55          | 18              | Silvio Rodríguez         | 11 de mayo de 2016       |
| 56          | 19              | Pedro Guerra             | 18 de mayo de 2016       |
| 57          | 20              | Eleuterio Sánchez        | 27 de mayo de 2016       |
| 58          | 21              | Nacho Carretero          | 23 de julio de 2016      |

### Temporada 3 (2016-2017)
| N.º (serie) | N.º (temporada) | Entrevistado                  | Fecha de emisión         |
| ----------- | --------------- | ----------------------------- | ------------------------ |
| 59          | 01              | Roberto Montero Glez          | 25 de septiembre de 2016 |
| 60          | 02              | Pepu Hernández                | 2 de octubre de 2016     |
| 61          | 03              | Antonio Maíllo                | 9 de octubre de 2016     |
| 62          | 04              | Diego Cañamero                | 16 de octubre de 2016    |
| 63          | 05              | Pino Solanas                  | 23 de octubre de 2016    |
| 64          | 06              | Jorge Alemán                  | 31 de octubre de 2016    |
| 65          | 07              | Lidia Falcón                  | 14 de noviembre de 2016  |
| 66          | 08              | Ana Pardo de Vera             | 21 de noviembre de 2016  |
| 67          | 09              | Facu Díaz y Miguel Maldonado  | 28 de noviembre de 2016  |
| 68          | 10              | Rebeca Quintáns               | 5 de diciembre de 2016   |
| 69          | 11              | José García Abad              | 12 de diciembre de 2016  |
| 70          | 12              | Anna Gabriel                  | 9 de enero de 2017       |
| 71          | 13              | Gabriel Rufián                | 16 de enero de 2017      |
| 72          | 14              | Miguel Riera Montesinos       | 23 de enero de 2017      |
| 73          | 15              | Dilma Rousseff                | 30 de enero de 2017      |
| 74          | 16              | Rafael Correa                 | 6 de febrero de 2017     |
| 75          | 17              | Xosé Manuel Beiras            | 13 de marzo de 2017      |
| 76          | 18              | Raquel Gutiérrez              | 27 de marzo de 2017      |
| 77          | 19              | Héctor Illueca                | 3 de abril de 2017       |
| 78          | 20              | Rubén Juste                   | 17 de abril de 2017      |
| 79          | 21              | Antonio Escohotado            | 24 de abril de 2017      |
| 80          | 22              | Owen Jones                    | 8 de mayo de 2017        |
| 81          | 23              | Mario Tronti                  | 22 de mayo de 2017       |
| 82          | 24              | Perry Anderson                | 5 de junio de 2017       |
| 83          | 25              | Juan Valdés Paz               | 12 de junio de 2017      |
| 84          | 26              | José Luis Villacañas          | 19 de junio de 2017      |
| 85          | 27              | Mauro Entrialgo               | 26 de junio de 2017      |
| 86          | 28              | Máximo Pradera                | 3 de julio de 2017       |
| 87          | 29              | María Eugenia Rodríguez Palop | 24 de julio de 2017      |

### Temporada 4 (2018)
| N.º (serie) | N.º (temporada) | Entrevistado               | Fecha de emisión    |
| ----------- | --------------- | -------------------------- | ------------------- |
| 88          | 01              | Leonardo Padura            | 16 de marzo de 2018 |
| 89          | 02              | Virginie Despentes         | 23 de marzo de 2018 |
| 90          | 03              | Javier Pérez Royo          | 6 de abril de 2018  |
| 91          | 04              | Irantzu Varela             | 13 de abril de 2018 |
| 92          | 05              | José Antonio Martín Pallín | 20 de abril de 2018 |
| 93          | 06              | Almudena Grandes           | 27 de abril de 2018 |
| 94          | 07              | Lluís Orriols              | 4 de mayo de 2018   |
| 95          | 08              | Belén Barreiro             | 11 de mayo de 2018  |
| 96          | 09              | Marta Flich                | 18 de mayo de 2018  |
| 97          | 10              | Antonio Romero             | 25 de mayo de 2018  |
| 98          | 11              | Chato Galante              | 1 de junio de 2018  |
| 99          | 12              | Juan Manuel de Prada       | 8 de junio de 2018  |
| 100         | 13              | Julia Hidalgo de Argüeso   | 15 de junio de 2018 |
| 101         | 14              | Carolina del Olmo          | 22 de junio de 2018 |
| 102         | 15              | Andoni Txasko              | 29 de junio de 2018 |

### Temporada 5 (2018-2019)
| N.º (serie) | N.º (temporada) | Entrevistado            | Fecha de emisión        |
| ----------- | --------------- | ----------------------- | ----------------------- |
| 103         | 01              | Isabel Calderón         | 5 de octubre de 2018    |
| 104         | 02              | Roberto Sotomayor       | 12 de octubre de 2018   |
| 105         | 03              | Ahed Tamimi             | 19 de octubre de 2018   |
| 106         | 04              | Gioconda Belli          | 26 de octubre de 2018   |
| 107         | 05              | Ana Morgade             | 2 de noviembre de 2018  |
| 108         | 06              | Augusto Zamora          | 9 de noviembre de 2018  |
| 109         | 07              | Carlos Prieto del Campo | 16 de noviembre de 2018 |
| 110         | 08              | Cristina Fallarás       | 23 de noviembre de 2018 |
| 111         | 09              | Luis María Anson        | 30 de noviembre de 2018 |
| 112         | 10              | Tristán Ulloa           | 7 de diciembre de 2018  |
| 113         | 11              | Juan José Tamayo        | 14 de diciembre de 2018 |
| 114         | 12              | Paul Mason              | 21 de diciembre de 2018 |
| 115         | 13              | Rafael Poch             | 11 de enero de 2019     |
| 116         | 14              | Guilherme Boulos        | 18 de enero de 2019     |
| 117         | 15              | Lola García             | 25 de enero de 2019     |
| 118         | 16              | Pablo Simón             | 1 de febrero de 2019    |
| 119         | 17              | Toni Mejías             | 8 de febrero de 2019    |
| 120         | 18              | Diego López Garrido     | 15 de febrero de 2019   |
| 121         | 19              | César Strawberry        | 22 de febrero de 2019   |
| 122         | 20              | Jaume Asens             | 1 de marzo de 2019      |
| 123         | 21              | Pedro Baños Bajo        | 15 de marzo de 2019     |
| 124         | 22              | Evaristo Páramos        | 29 de marzo de 2019     |
| 125         | 23              | Nancy Fraser            | 5 de abril de 2019      |
| 126         | 24              | Ernesto Samper          | 12 de abril de 2019     |
| 127         | 25              | Sitapha Savané          | 26 de abril de 2019     |
| 128         | 26              | Carlos Sánchez Mato     | 17 de mayo de 2019      |
| 129         | 27              | Isa Serra               | 24 de mayo de 2019      |
| 130         | 28              | Bob Pop                 | 31 de mayo de 2019      |
| 131         | 29              | Boti García Rodrigo     | 7 de junio de 2019      |
| 132         | 30              | Andrea Benites-Dumont   | 14 de junio de 2019     |
| 133         | 31              | Kiko Veneno             | 21 de junio de 2019     |
| 134         | 32              | David Jiménez           | 28 de junio de 2019     |
| 135         | 33              | Carlos Fonseca          | 5 de julio de 2019      |
| 136         | 34              | Daniel Bernabé          | 12 de julio de 2019     |
| 137         | 35              | Paco Ignacio Taibo II   | 19 de julio de 2019     |

### Temporada 6 (2019-2020)
| N.º (serie) | N.º (temporada) | Entrevistado                 | Fecha de emisión         |
| ----------- | --------------- | ---------------------------- | ------------------------ |
| 138         | 01              | Rubén Sánchez                | 20 de septiembre de 2019 |
| 139         | 02              | Luis Pastor                  | 27 de septiembre de 2019 |
| 140         | 03              | María Ángeles Durán          | 4 de octubre de 2019     |
| 141         | 04              | José María Lassalle          | 11 de octubre de 2019    |
| 142         | 05              | Vicky Rosell                 | 18 de octubre de 2019    |
| 143         | 06              | Pedro Vallín                 | 25 de octubre de 2019    |
| 144         | 07              | Esteban Hernández            | 8 de noviembre de 2019   |
| 145         | 08              | Quique Peinado               | 15 de noviembre de 2019  |
| 146         | 09              | Cándido Ibar                 | 22 de noviembre de 2019  |
| 147         | 10              | Daniel Serrano               | 29 de noviembre de 2019  |
| 148         | 11              | Sonia Vivas                  | 5 de diciembre de 2019   |
| 149         | 12              | Daniel Innerarity            | 13 de diciembre de 2019  |
| 150         | 13              | Mario Amorós                 | 20 de diciembre de 2019  |
| 151         | 14              | Antonia San Juan             | 27 de diciembre de 2019  |
| 152         | 15              | Miguel Brieva                | 3 de enero de 2020       |
| 153         | 16              | Arantxa Tirado               | 10 de enero de 2020      |
| 154         | 17              | José Luis Rodríguez Zapatero | 17 de enero de 2020      |
| 155         | 18              | Antonio Maestre              | 24 de enero de 2020      |
| 156         | 19              | Jaume Roures                 | 31 de enero de 2020      |

### Entrevistas posteriores (2020-2021)
Tras la llegada de Pablo Iglesias a la vicepresidencia segunda del gobierno, trabajar como entrevistador para La Tuerka se volvió incompatible con su cargo. No obstante, siguió realizando entrevistas con el mismo formato difundidas directamente por el canal de Podemos en YouTube. La continuidad entre ambos proyectos es tan clara que se llegó a publicar, erróneamente, que se trataba de nuevos programas de La Tuerka.
| N.º (serie) | N.º (temporada) | Entrevistado            | Fecha de emisión         |
| ----------- | --------------- | ----------------------- | ------------------------ |
| 157         | 01              | Fernando León de Aranoa | 17 de septiembre de 2020 |
| 158         | 02              | Cecilia Bartolomé       | 27 de septiembre de 2020 |
| 159         | 03              | Daniel Guzmán           | 11 de octubre de 2020    |
| 160         | 04              | Juan Mariné             | 30 de octubre de 2020    |
| 161         | 05              | Olga Rodríguez          | 15 de noviembre de 2020  |
| 162         | 06              | Almudena Carracedo      | 28 de noviembre de 2020  |
| 163         | 07              | Jaime Chávarri          | 13 de diciembre de 2020  |
| 164         | 08              | Carlos Bardem           | 03 de enero de 2021      |
| 165         | 09              | Daniel Vázquez Sallés   | 17 de enero de 2021      |
| 166         | 10              | Nieve de Medina         | 07 de febrero de 2021    |
| 167         | 11              | Valeria Vegas           | 21 de febrero de 2021    |
| 168         | 12              | Giles Tremlett          | 28 de febrero de 2021    |
| 169         | 13              | Luis López Carrasco     | 07 de marzo de 2021      |
| 170         | 14              | Rosa Regás              | 14 de marzo de 2021      |
| 171         | 15              | Manuel Gerena           | 21 de marzo de 2021      |

### A vueltas
Dentro de su nuevo proyecto comunicativo de Canal Red, Pablo Iglesias retomó el formato de las entrevistas con el nombre de "A vueltas", en clara referencia a Otra vuelta de tuerka, dando así continuidad al programa. Esta vez los invitados fueron:
| N.º (temporada) | Entrevistado       | Fecha de emisión         |
| --------------- | ------------------ | ------------------------ |
| 01              | Jean-Luc Mélenchon | 24 de septiembre de 2024 |
| 02              | Daniel Jadue       | 25 de septiembre de 2024 |
| 03              | Icíar Bollaín      | 06 de octubre de 2024    |
| 04              | Fermín Muguruza    | 20 de octubre de 2024    |
| 05              | Juan David Correa  | 20 de noviembre de 2024  |
| 06              | Enzo Traverso      | 06 de diciembre de 2024  |
| 07              | Emmanuel Rodríguez | 02 de enero de 2025      |
| 08              | Rafael Correa      | 09 de enero de 2025      |
| 09              | Antonio Giraldo    | 12 de febrero de 2025    |
| 10              | Reincidentes       | 06 de marzo de 2025      |
| 11              | Esther López       | 12 de marzo de 2025      |
| 12              | Diego Borja        | 15 de marzo de 2025      |
| 13              | Monty Peiró        | 25 de marzo de 2025      |
| 14              | Alberto Toscano    | 09 de abril de 2025      |